# 알렉세이 글루시코프
알렉세이 유리예비치 글루시코프(러시아어: Алексе́й Ю́рьевич Глушко́в, 1975년 3월 9일~)는 러시아의 전직 레슬링 선수이다. 2000년 하계 올림픽 남자 그레코로만형 웰터급 동메달을 획득했으며 세계 선수권 대회에서 금메달 1개, 은메달 1개, 유럽 선수권 대회에서 금메달 3개를 획득했다.